# Rémalard en Perche
Rémalard en Perche is een gemeente in het Franse departement Orne (regio Normandië). De plaats maakt deel uit van het arrondissement Mortagne-au-Perche. Rémalard en Perche is op 1 januari 2016 ontstaan door de fusie van de gemeenten Bellou-sur-Huisne, Dorceau en Rémalard. De gemeente telde 1.892 inwoners op 1 januari 2022.

## Geografie
De oppervlakte van Rémalard en Perche bedroeg op 1 januari 2022 50,68 vierkante kilometer; de bevolkingsdichtheid was toen 37,3 inwoners per km².

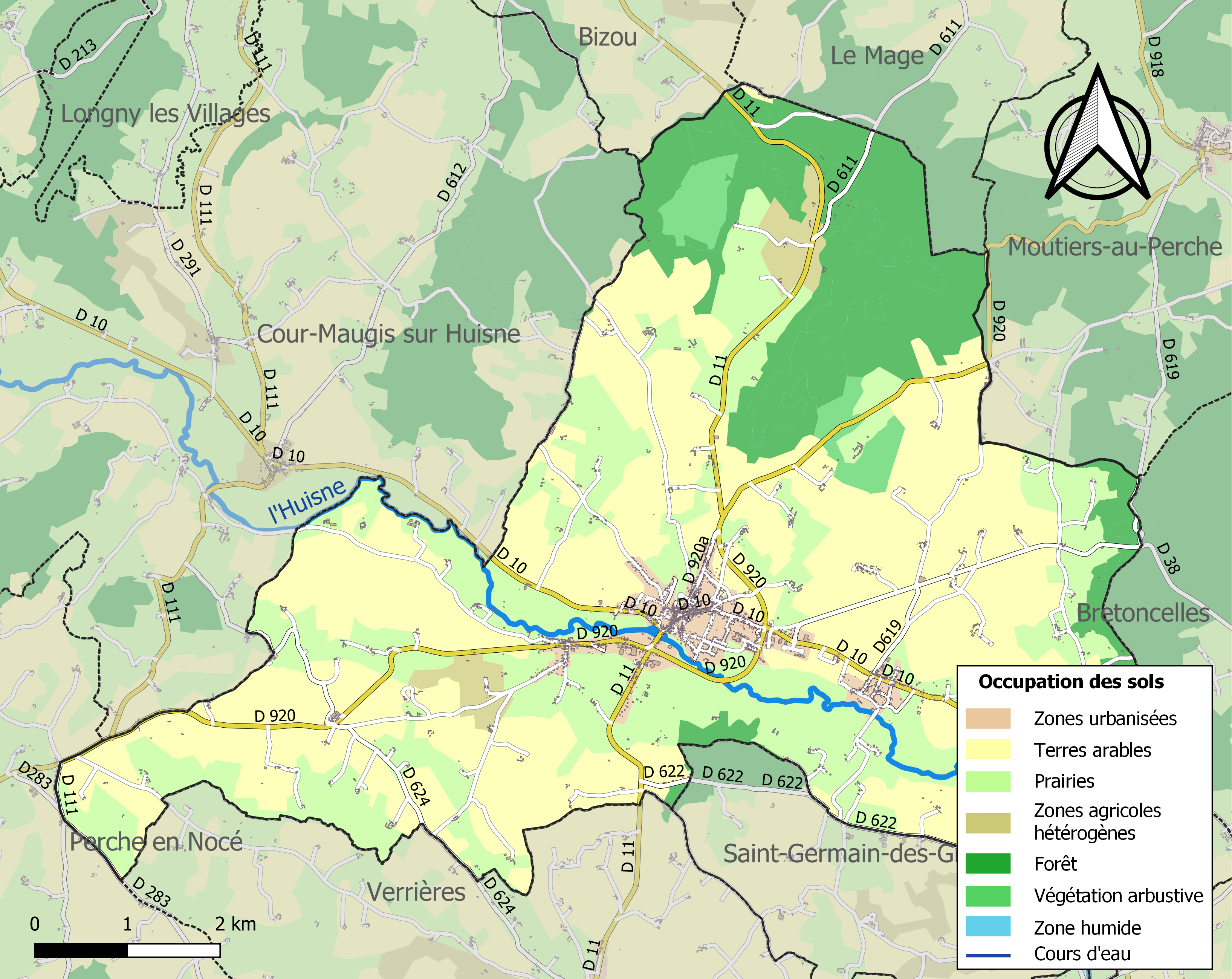
Kaart van de gemeente met belangrijkste infrastructuur, bodemgebruik en omliggende gemeenten